# باشگاه والیبال پاریس
باشگاه والیبال پاریس (به انگلیسی: Paris Volley) یک باشگاه والیبال مردان حرفه‌ای مستقر در پاریس، فرانسه است. این باشگاه در سال ۱۹۹۸ از ادغام باشگاه دانشگاه (PUC) و پاریس و پاری سن ژرمن تأسیس شد.

## دست آوردها
- قهرمان (۱): لیگ قهرمانان والیبال اروپا ۲۰۰۱
- قهرمان (۷): پرو آ ۱،۲،۳،۶،۷،۸،۹،۱۰ - ۲۰۰۰
- قهرمان (۲): سوپر کاپ فرانسه ۲۰۰۶، ۲۰۰۴
- قهرمان (۱): برترین باشگاه‌های اروپا ۲۰۰۰
- قهرمان (۱): سوپر کاپ اروپا ۲۰۰۰